# Мичел Уилсън
Мичел Уилсън (на английски: Mitchell Wilson) е американски физик и писател на произведения в жанра биография, трилър и научнопопулярна литература.

## Биография и творчество
Мичел Уилсън е роден на 17 юли 1913 г. в Ню Йорк, САЩ. Учи физика в Нюйоркския университет и завършва с бакалавърска степен през 1934 г. Завършва с магистърска степен физика в Колумбийския университет под ръководството на Изидор Раби през 1938 г. След дипломирането си в периода 1938-1940 г. работи като преподавател по физика в Колумбийския университет, а през 1940 г. е преподавател в Нюйоркския университет. В Колумбийския университет е асистент към лабораторията на Енрико Ферми. През 1941 г. напуска и отива в индустрията в „Columbian Carbon Co.“, където работи по проблемите на високочестотното отопление. Едновременно с работата си започва да пише. От 1945 г. се посвещава изцяло на литературната си кариера.
През 1942 г. е издаден първият му трилър „The Goose is Cooked“ в съавторство с режисьора и писател Ейбрахам Полонски.
През 1947 г. трилърът му „Няма толкова сляп“ е екранизиран във филма на Жан Реноар „Жената на брега“ с участието на Джоан Бенет, Робърт Райън и Чарлз Бикфорд.
Най-известните му книги обаче са свързани с темата за науката и живота на учените – „Живот сред мълнии“ (1949), „Брат ми, моят враг“ (1952), „Среща на далечен меридиан“ (1961) и „Откривателите“ (1966). Разглеждането на въпросите за отговорността на учения за неговите изобретения и по-нататъшната им съдба правят писателя популярен, предимно в Съветския съюз през 1950-1970-те години. Справочниците му „The Human Body“ и „The body in action“ стават бестселъри.
Първият му брак е с лекарката Хелън Уайнбърг, с която имат 2 дъщери – Ерика и Виктория. След развода се жени за Стела Адлер, известна актриса и театрален педагог.
Мичел Уилсън умира от инфаркт на 25 февруари 1973 г. в Ню Йорк. Погребан е в гробището на Куинс. Литературното му наследство се съхранява в Бостънския университет.

## Произведения
- The Goose is Cooked (1942) – с Ейбрахам Полонски като Емет Хогарт
- …Stalk the hunter (1943)
- None so blind (1945)
- The panic-stricken (1946)
- Live with lightning (1949)
Живот сред мълнии, изд.: „Народна култура“, София (1959), прев. Ружа Стайкова, Бистра Винарова
- The Kimballs (1950)
- My Brother, My Enemy (1952)
- American Science and invention, a pictorial history (1954)
- The Lovers (1954)
- The Human Body (1959)
- Meeting at a far meridian (1961)
Среща на далечен меридиан, изд.: ОФ, София (1963), прев. Виолета Тицин
- The body in action (1962)
- Energy (1963)
- The huntress (1966)
- Seesaws to cosmic rays (1967)
- Passion to know: the world’s scientists (1972)

### Екранизации
- 1947 The Woman on the Beach – по романа „None So Blind“
- 1951 Robert Montgomery Presents – ТВ сериал, 1 епизод